# Wieniawski-Quartett
Das Wieniawski-Quartett (andere Namen: Wieniawski Kwartet, Quartett Wieniawski) ist ein polnisches Streichquartett, das im Jahr 1998 gegründet wurde. Zu diesem Instrumentalquartett gehören Jarosław Żołnierczyk und Mirosław Bocek (Violine), Lech Bałaban (Viola) und Maciej Mazurek (Violoncello). Es ist benannt nach dem polnischen Komponisten und Violinisten Henryk Wieniawski (1835–1880).

## Diskografie
- Krzysztof Meyer: Musik für Streichinstrumente. Intersound, München / Da Music (Vertrieb), Diepholz 2006 (darin: Streichquartett Nr. 11, op. 95 und Streichquartett Nr. 12, op. 103)